# 요미우리 신문

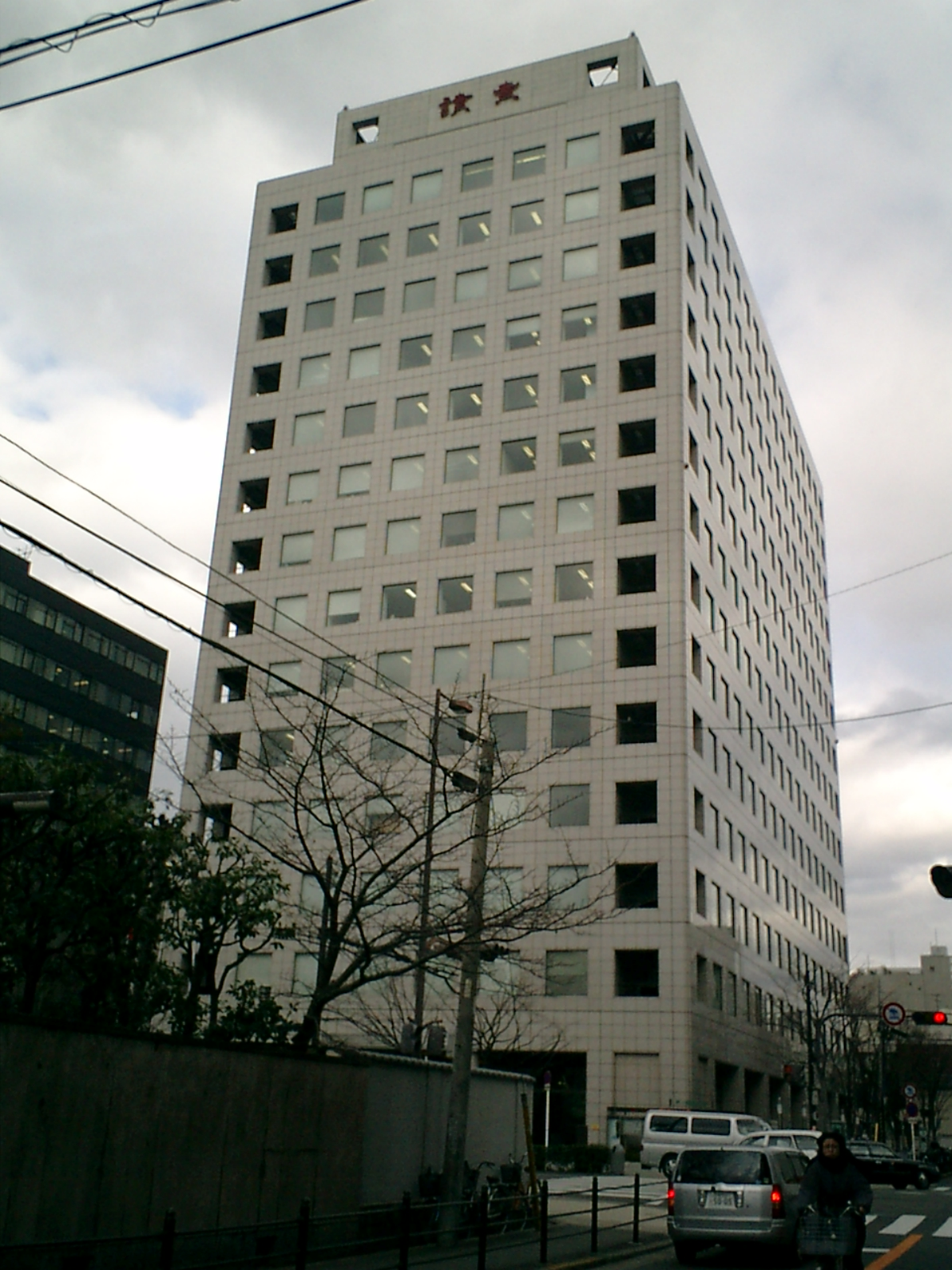
요미우리 신문사 오사카 본사 건물

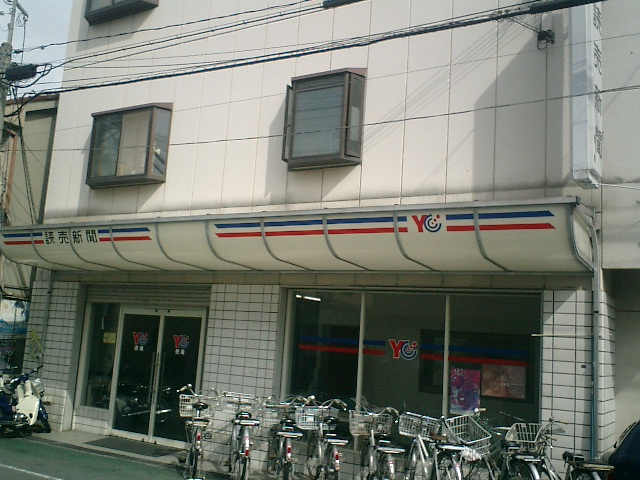
요미우리 신문 판매점

요미우리 신문(일본어: 読売新聞/讀賣新聞)은 도쿄, 오사카, 후쿠오카를 포함한 일본 주요 도시들에서 발행되는 일본의 신문이다. 일본의 5대 전국 일간지들 중 가장 규모가 큰 신문이기도 하다. 나머지 4개의 신문에는 아사히 신문, 마이니치 신문, 니혼게이자이 신문, 산케이 신문이 있다. 요미우리 신문의 본사는 도쿄 치요다구에 소재한다.
이 신문의 판매부수는 687만부를 넘어 세계에서 가장 많은 판매부수를 기록한바 있다. 또한 이 신문은 요미우리 자이언츠라는 프로 야구 구단을 창단하였다.

## 출판물·자회사
요미우리 신문은 《더 데일리 요미우리(The Daily Yomiuri)》도 발행한다. 이것은 일본에서 가장 발행부수가 많은 영자 신문이기도 하다.
요미우리 신문은 프로 야구 팀인 요미우리 자이언츠의 사실상의 재정적 후원자이다. 또한 요미우리 신문은 일본 판타지 문학상을 매년 후원하고 있다.

## 역사
1874년 일본어: 日就社 니슈샤[*] 신문사가 소규모의 일간 신문으로서 요미우리 신문을 창간하였다. 1880년대와 1890년대를 거치면서 오자키 고요 같은 작가의 작품들을 정기적으로 게재함으로써 명성을 얻기 시작하였다. 당시에는 아사히 신문, 마이니치 신문보다 열세에 있었다.
1924년 쇼리키 마쓰타로가 회사의 경영권을 획득했다. 그는 센세이셔날한 뉴스 보도, 라디오 프로그램 가이드의 1개 면 전면 게재 등의 혁신을 단행하였다. 또한 그는 일본 최초의 프로 야구 팀을 창단하였으며, 이 구단이 지금의 센트럴 리그 소속 구단인 요미우리 자이언츠이다.
1953년에 일본 최초로 텔레비전 단영국을 설립하는데, 이것이 NTV이다. 단영국을 나타내기 위해 콜사인 앞자리 뒤에 X를 붙였으며, 그것을 요미우리 신문사가 아사히 신문과 마이니치 신문이 가진 모든 니혼 TV 주식을 매입하면서 니혼 TV가 완전히 요미우리 그룹 산하에 들어간다.

### 김대중 납치 사건 보도후 서울 지국 폐쇄
한국의 박정희 정권은 1972년 신문 별책에서 북한 찬양 기사를 올린 것과 1973년에는 김대중 납치 사건(이 사건에 관련한 동아일보를 비하한 논조를 올렸다.)을 계기로, 1977년에는 지국장의 평양 발언을 문제삼아 요미우리 신문 서울 지국을 폐쇄하고 이 신문의 한국 내 배포를 금지하였다. 1980년 1월 15일, 문교부는 요미우리 신문의 한국 내 배포와 서울 지국 재설립을 허용하였다.

## 사소한 것들
- YC는 요미우리 센터(Yomiuri Center)의 약자로서, 요미우리 신문 판매점의 애칭이다.
- 2008년 7월 15일 일본 홋카이도 도야코에서 열린 G8 정상회담에서 이명박 대통령이 후쿠다 야스오 일본 총리에게 독도의 영유권 주장에 관해 조금만 기다려 달라고 발언했다는 사실을 요미우리 신문이 보도하였으나, 양국 정부는 이를 모두 부인했다.[1] 이에 대하여 명확한 진실규명이 없자 민주당과 시민단체를 비롯한 국민 1886명이 모여 요미우리의 허위보도에 대하여 4억여 원의 손해배상 청구 소송을 제기했다.[2] 대한민국 법원은 양국정부가 부인한 만큼 이명박의 발언으로 보도된 내용은 사실이 아님을 인정했으나 원고가 손해배상 청구권의 당사자가 아니므로 기각한다고 판결했다.[3]

## 기타
- 기성전 (棋聖戦) - 바둑 기전
- 구 명인전 (名人戦) - 바둑 기전